# مقياس حرارة غاليليو
مقياس حرارة غاليليو هو مقياس حرارة مصنوع من أسطوانة زجاجية محكمة الغلق تحتوي على سائل شفاف والعديد من الأوعية الزجاجية ذات الكثافة المتفاوتة. ترتفع أو تنخفض العوامات الفردية بما يتناسب مع كثافتها وكثافة السائل المحيط بها مع تغير درجة الحرارة. سمي بهذا الاسم نسبة إلى غاليليو غاليلي لأنه اكتشف المبدأ الذي يقوم عليه مقياس الحرارة هذا، وهو أن كثافة السائل تتغير بما يتناسب مع درجة حرارته.